# Juan de Ayala
Juan Manuel de Ayala (Osuna, 28 dicembre 1745 – 30 dicembre 1797) è stato un esploratore e navigatore spagnolo che giocò un ruolo importante nell'esplorazione europea della California, dato che assieme al suo equipaggio della San Carlos fu il primo a entrare nella baia di San Francisco.

## Biografia
Ayala era originario di Osuna, in Andalusia. Si arruolò nella marina spagnola il 19 settembre 1760 raggiungendo il grado di capitano nel 1782. Si ritirò il 14 marzo 1785.
All'inizio del decennio del 1770 le autorità spagnole ordinarono un'esplorazione della costa settentrionale della California, «per accertare se ci sia qualche insediamento russo sulle coste californiane, e per esaminare il porto di San Francisco». Don Fernando Rivera y Moncada aveva già segnato il punto per una missione sull'attuale San Francisco, e una spedizione via terra, condotta da Juan Bautista de Anza per reclamare il possesso spagnolo di quel territorio, era partita verso nord. Ayala, allora tenente, era una delle persone assegnate alla spedizione navale. Giunse a Veracruz nell'agosto del 1774, proseguendo per Città del Messico al fine di ricevere ordini dal viceré Antonio María de Bucareli y Ursúa. Bucareli lo mandò a San Blas dove assunse il comando dello schooner Sonora, parte di uno squadrone guidato da Bruno de Heceta sulla fregata Santiago. Lo squadrone salpò da San Blas all'inizio del 1775. Quando si trovarono al largo di San Blas il comandante della nave San Carlos, Don Miguel Manrique, si ammalò, o secondo alcune fonti impazzì. Ad Ayala fu ordinato di prendere il comando del vascello, per tornare a San Blas a depositare il malato e poi riunirsi allo squadrone dopo pochi giorni di navigazione. Ayala avrebbe dovuto attraversare lo stretto ed esplorare l'entroterra, mentre la Santiago e la Sonora avrebbero proseguito a nord. La San Carlos si rifornì a Monterey, partendo il 26 luglio per procedere verso nord. Ayala attraversò il Golden Gate il 5 agosto 1775, con alcuni problemi dovuti alla marea. Tentò numerosi ancoraggi, fermandosi al largo dell'isola di Angel, senza però riuscire a contattare il gruppo di Anza. La San Carlos rimase nella baia fino al 18 settembre, tornando poi a San Blas passando da Monterey. Il resoconto che Ayala fece al viceré descriveva con precisione la geografia della baia, e ne sottolineava i vantaggi come porto (soprattutto per la mancanza di «questi problemi di nebbia che abbiamo ogni giorno a Monterey, dato che la nebbia riesce difficilmente a raggiungere l'entrata del porto e, una volta dentro, il tempo è sereno») e la buona accoglienza dei nativi.